# Арамо
Арамо (итал. Aramo) је насеље у Италији у округу Пистоја, региону Тоскана.
Према процени из 2011. у насељу је живело 67 становника. Насеље се налази на надморској висини од 399 м.